# Dongxiang, Fujian
Dongxiang (kinesiska: 东庠) är en socken i sydöstra Kina. Den ligger i Pingtan härad i provinshuvudstaden Fuzhou i provinsen Fujian, i den sydöstra delen av landet, omkring 79 kilometer sydost om provinshuvudstaden Fuzhou. Antalet invånare är 6 391. Befolkningen består av 3 129 kvinnor och 3 262 män. Barn under 15 år utgör 22,0 %, vuxna 15-64 år 67 %, och äldre över 65 år 10,0 %. Socknen omfattar ön Dongxiang dao. 